# Baltinglass Hill

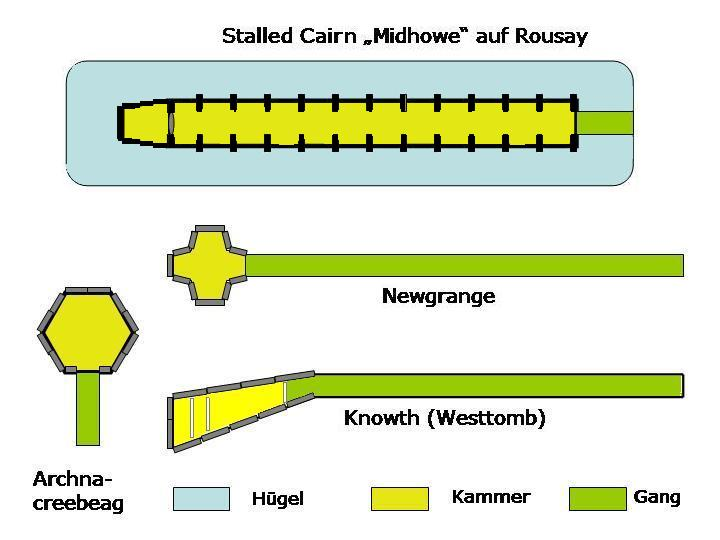
Schema der Passage Tombs

Auf dem Gipfel des 382 m hohen Baltinglass Hill im Townland Baltinglass (irisch Bealach Conglais) im County Wicklow in Irland liegen in der Nähe des trigonometrischen Punktes, innerhalb der doppelt umwallten Eisenzeitfestung „Rathcoran“ (irisch Ráth Cuaráin) neolithische Megalithanlagen, (auch Passage Tomb von Coolinarrig Upper genannt) die synchron mit dem Passage Tomb von Newgrange entstanden zu sein scheinen.
Die Anlage wurde zwischen 1934 und 1936 von Patrick T. Walshe ausgegraben. Er fand Belege für die Einäscherung von mindestens drei Erwachsenen und einem Kind. Quarzfragmente deuten darauf hin, dass Quarz (wie bei Newgrange) zu Dekorationszwecken verwendet wurde. Karbonisierte Haselnüsse, Weizenkörner und eine Sattelmühle weisen auf den Klimawandel. Im Neolithikum war Irland trockener und wärmer, das County Wicklow war dicht bewaldet.
Seiner irdenen Abdeckung und vieler Steine beraubt, die für die Umwallung zweckentfremdet wurden, enthält der etwa 27,0 m messende Rundcairn drei sich teilweise überlagernde, Passage Tombs und zwei Kammergräber (englisch chambered tombs).
In der atypischen, da runden Kammer des Passage Tomb III mit kurzem Gang, im Norden des äußeren Steinrings, steht ein großes Steinbecken mit einer zweiarmigen Kreuzritzung innerhalb einer Kartusche. Einige der Decksteine des schmalen Ganges sind erhalten.
Im Südwesten liegt eine Kammer mit Kraggewölbe, die der Ausgräber als zeitgenössisch mit Tomb I (und weitgehend mit Tomb II) ansieht. Die zentrale Kammer ist von fünf Nebenkammern umgeben. Tomb II, dessen Gang vom inneren Wall überlagert wird, hat zwei, mit Spiralen verzierte Steine. Eine zerstörte Steinkiste stammt aus der Zeit von Tomb III.